# Holopterinos
Holopterinos é uma tribo de coleóptero da subfamília Cerambycinae; compreende onze espécies em três gêneros, com ocorrência na Argentina, Bolívia e Chile.

## Sistemática
- Ordem Coleoptera
  - Subordem Polyphaga
    - Infraordem Cucujiformia
      - Superfamília Chrysomeloidea
        - Família Cerambycidae
          - Subfamíla Cerambycinae
            - Tribo Holopterini (Lacordaire, 1869)
              - Holopterus (Blanchard, 1851)
              - Neholopterus (Martins & Monné, 1998)
              - Stenophantes (Burmeister, 1861)